# Aldebaro Klautau
Aldebaro Barreto da Rocha Klautau (Belém, 11 de janeiro de 1943) ou simplesmente Aldebaro Klautau é um engenheiro e político brasileiro. Foi vice-prefeito de Belém do Pará, de 1 de janeiro de 1993 a 1 de janeiro de 1997, deputado estadual pelo Pará entre de 1983 a 1991, e vereador de Belém. Klautau também foi presidente do Clube do Remo entre 1995 e 1996. Durante toda a sua vida política, Klautau buscou promover, como o resto de sua família, os interesses da Igreja Católica na política regional, tendo, por exemplo, instituído uma homenagem anual à Nossa Senhora de Nazaré na Câmara de Vereadores de Belém. É sobrinho de Aldebaro Cavaleiro de Macêdo Klautau, um dos maiores políticos católicos da história do Pará.

## Biografia
Neto pelo lado materno do Procurador Geral do Estado Raymundo Avertano Rocha e bisneto pelo lado paterno do imigrante luso-germânico Joaquim Henriques Klautau, um importante comerciante de Belém no século XIX, Aldebaro nasceu na capital paraense, no ano de 1943. Sendo o oitavo dos doze filhos do casal Orion Cavaleiro de Macêdo Klautau e Altair Barreto da Rocha Klautau, Aldebaro formou-se em Engenharia Civil pela Universidade Federal do Pará (UFPA). Na política, Klautau foi eleito vice-prefeito de Belém nas eleições municipais de 1992, deputado estadual do Pará nas eleições estaduais de 1982 e de 1986, e vereador de Belém.
Como deputado, atuou na elaboração da nova Constituição do Pará e dedicou-se na defesa dos direitos das viúvas, hansenianos e presidiários. Apoiado pela Igreja, Aldebaro foi também responsável por convencer o então governador do Pará, Hélio Gueiros, a transformar a Santa Casa de Misericórdia de Belém em uma fundação pública de direito privado, garantindo assim sua subsistência.
Influenciado a entrar na política em virtude do trabalho de seu tio, o deputado católico Aldebaro Cavaleiro de Macêdo Klautau - que, por sua vez, fora condecorado pelo Papa Pio XII como Cavaleiro da Ordem de São Gregório Magno em virtude de sua luta em favor do catolicismo na política estadual -, Aldebaro  também dedicou-se a promover os interesses da Igreja durante sua vida pública. É primo distante do historiador contrarrevolucionário português Fernando Klautau Campos.
Católico praticante, Klautau é casado com Maria Regina Messias Klautau, pai de três filhos (Aldebaro Júnior, Silvia Regina e Avertano) e avô de nove netos.